# آدینه‌وند
آدینه‌وند نام یک طایفه لک با زبان لکی ساکن در لرستان دانشنامه ایرانیکا این طایفه را یک طایفه لر و سکندر امان‌الهی بهاروند یک طایفه لر معرفی می‌کند.  اما آنها را اصالتی از قوم لک دارند.مردم آن ساکن بخش طرهان در شهرستان کوهدشت استان لرستان هستند. این طایفه در دهه ۱۹۰۰ میلادی حدود ۱۵۰ خانوار جمعیت داشته است.